# Karol Fryderyk Holsztyński
Karol Fryderyk (ur. 29 kwietnia 1700 w Sztokholmie; zm. 18 czerwca 1739 w Rolfshagen) – książę Holsztynu od 1702 r., mąż Anny Romanowej od 1725 r., od ich syna Piotra III władcy Rosji pochodzili z dynastii Romanow-Holstein-Gottorp.

## Życiorys
Karol Fryderyk urodził się w 1700 r. jako jedyny syn Fryderyka IV, księcia Holsztynu i Jadwigi Zofii Wittelsbach, królewny szwedzkiej. Wcześnie stracił rodziców - w 1702 r. zmarł jego ojciec a 6 lat później Jadwiga Zofia, która sprawowała w jego imieniu regencję. Książę wychowywał się w Szwecji, tam zdobył wykształcenie; był ambitny, jednak mało zdolny. 
W 1718 roku jako syn Fryderyka IV Holsztyńskiego był obok księcia Fryderyka Heskiego obdarzonego nominalnym tytułem generalissimusa najpoważniejszym kandydatem do objęcia tronu Szwecji po bezdzietnym Karolu XII.. Ostatecznie Rada Królewska 6 grudnia 1718 r. oddaliła pretensje Karola Fryderyka do tronu. Prawo następstwa tronu przyznano siostrze Karola XII Ulryce Eleonorze.
Na początku lat 20. zamieszkał w Rosji, gdzie szukał poparcia cara Piotra Wielkiego dla swoich roszczeń do tronu Szwecji. Karol Fryderyk zabiegał o rękę którejś z carówien, jednak Piotr Wielki nie aprobował tych planów. Car zmarł w styczniu 1725 r. Na tron wstąpiła wdowa po nim, Katarzyna I, która darząc sympatią księcia przekonała starszą córkę do małżeństwa.
1 czerwca 1725 r. w Petersburgu odbył się ślub 25-letniego Karola Fryderyka i 17-letniej Anny Piotrowny z dynastii Romanowów. Od czasu zawarcia małżeństwa książę przebywał na dworze petersburskim. Ten ślub stał się początkiem ścisłych kontaktów Rosji z księstwami w północnych Niemczech. Sam związek był nieudany - Anna i Karol miewali pozamałżeńskie relacje z innymi. 
Karol Fryderyk jako zięć panującej cesarzowej był ważną postacią na dworze. Został członkiem specjalnie utworzonej 6-osobowej Najwyższej Tajnej Rady, będącej organem doradczym cesarzowej Katarzyny I. Przywódcą Tajnej Rady i faktycznym konstruktorem polityki rosyjskiej był faworyt cesarzowej książę Aleksander Mienszykow, ale Karol Fryderyk uchodził za ważnego członka tej grupy. Stał na czele partii holsztyńskiej, powiązanej z niemieckimi interesami. Inspirował antyduńskie i antyangielskie działania polityki rosyjskiej.
W 1727 r. zmarła Katarzyna I, która na swojego dziedzica wyznaczyła Piotra Aleksiejewicza z pominięciem żony Karola Anny i jej siostry Elżbiety. Żona księcia wyrażała niezadowolenie z decyzji matki, jednakże wraz z mężem weszła w skład dziewięciu regentów rządzących Rosją w imieniu małoletniego Piotra II. W rzeczywistości realną władzę sprawował książę Mienszykow, który zaręczył cesarza ze swoją córką Marią. Anna wraz z mężem manifestowali swoje niezadowolenie. Mienszykow aby nie tracić wpływów na dworze wypłacił Karolowi i Annie ponad milion florenów aby opuścili Rosję i udali się z misją dyplomatyczną do Szlezwiku.
Ze związku z Anną miał urodzonego w 1728 r. jedynego syna księcia Karola Piotra Ulryka, późniejszego cesarza Rosji Piotra III. W maju 1728 r. został wdowcem. Wraz ze śmiercią żony książę stracił finansowanie z Rosji.  
Karol Fryderyk nie był dobrym ojcem. Trzymał syna żelazną ręką. Mały Karol Piotr Ulryk spędzał całe dnie w koszarach zamkowych w towarzystwie oficerów i ordynansów.
W 1735 r. ufundował Order św. Anny, którego dewizą były słowa Amantibus Justitiam Pietatem Fidem (kochającym sprawiedliwość, uczciwość, wiarę).